# Monte Pradella
Il monte Pradella è una montagna alta 2626 m delle Alpi Orobie, situata in Val Seriana, in provincia di Bergamo.
Completamente situata nei limiti amministrativi del comune di Valgoglio, domina la val Sanguigno e la suddivide dalla zona del lago di Aviasco.

## Accessi

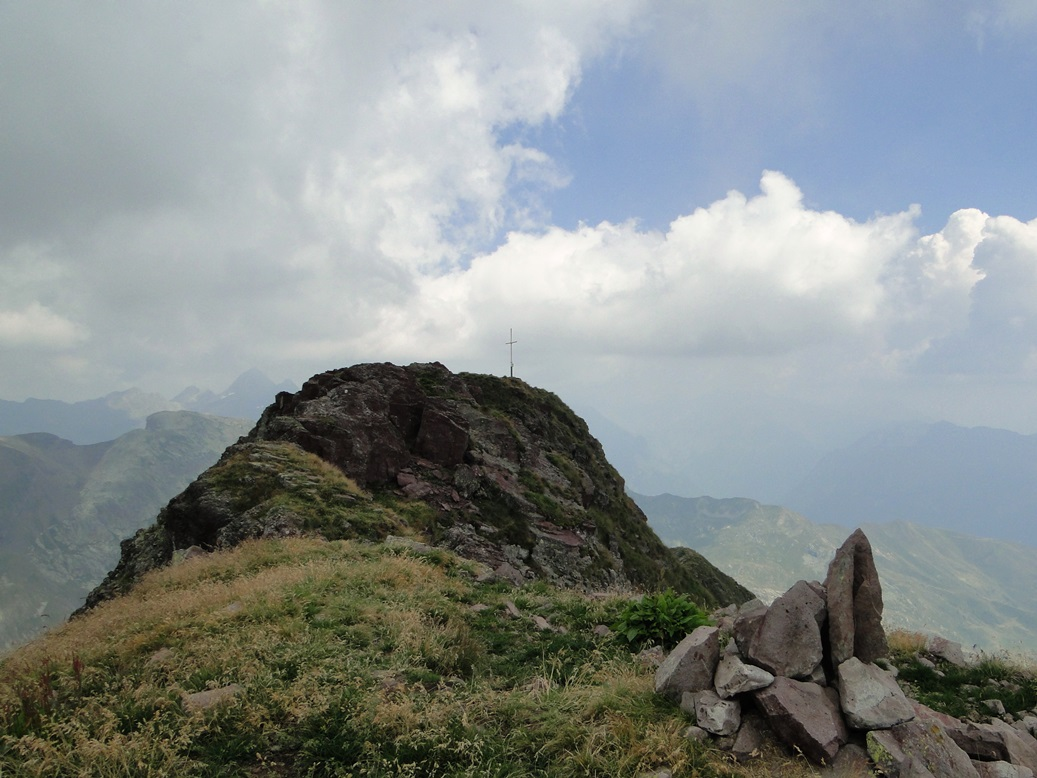
Cima ed anticima del monte Pradella

Cima poco frequentata per via sia della distanza dai principali itinerari della zona, che per la lunghezza, può essere raggiunta da più parti.
La prima prevede la partenza poco a monte dell'abitato di Valgoglio, da cui si prosegue lungo la traccia contrassegnata dal segnavia C.A.I. numero 232 che si addentra lungo la val Sanguigno. Dopo circa tre ore di cammino, presso la baita di Presponte, si abbandona il sentiero e si seguono gli omini ed i bollini sulle pietre che, senza una traccia obbligata, raggiungono il lago Gelato e, dopo circa due ore, permettono di raggiungere la vetta.
La seconda via si diparte invece dal passo di Aviasco, a sua volta raggiungibile da Valgoglio (prima mediante il sentiero numero 268 e poi il 229) e dalla val Brembana (alternativamente dal lago Colombo, traccia 214, e dalla zona del rifugio Fratelli Calvi, sentiero 236), da cui in poco più di ora si giunge alla cima.
Una terza opzione offre la possibilità di raggiungere la vetta passando dal passo di val Sanguigno Est, posto a fianco del pizzo Farno (spartiacque tra le valli Seriana e Brembana), lungo una traccia (non segnalata C.A.I.) che lambisce le cime di Valsanguigno.